# Ernst Klein (Journalist, 1876)

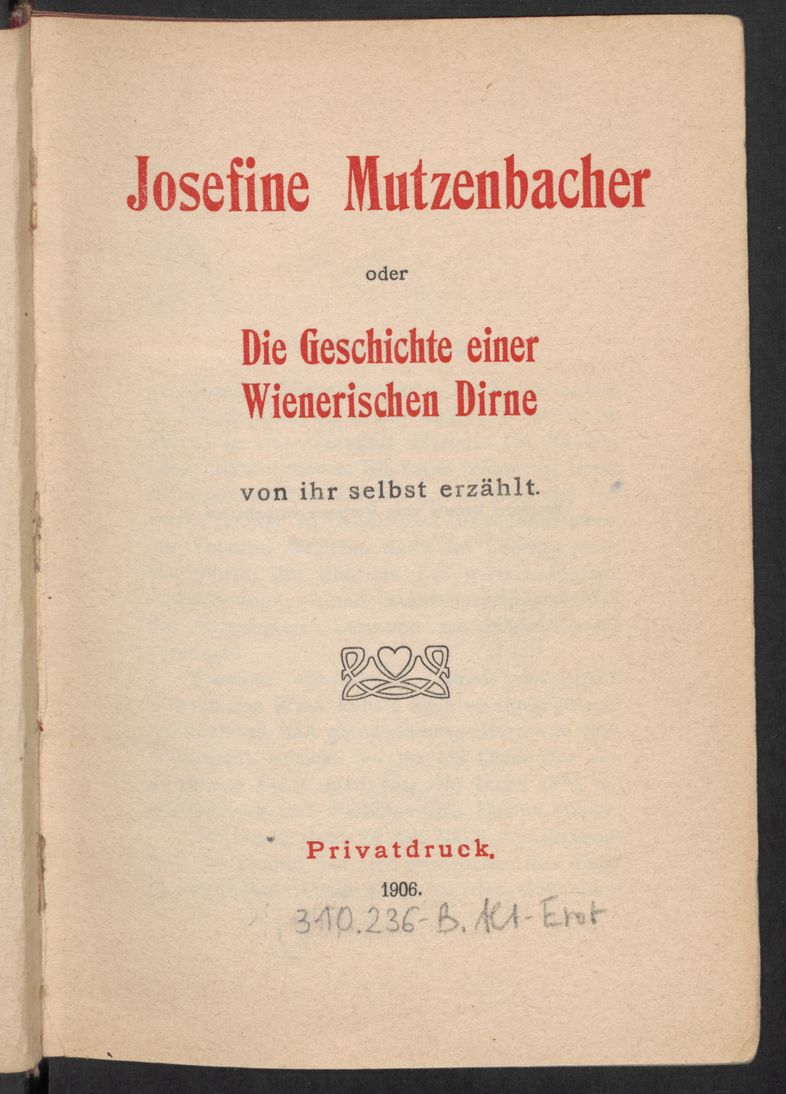
Titelblatt (1906)

Ernst Klein (* 15. April 1876 in Wien, Österreich-Ungarn; † Herbst 1951 in New York) war ein österreichischer Journalist und Schriftsteller. Er dürfte der Verfasser des pornographischen Romans Josefine Mutzenbacher (1906) sein.

## Leben
Ernst Klein besuchte das Gymnasium in Wien, Hamburg und Bremen. Nach der Mittleren Reife studierte er Jura und Geschichte in Wien und Paris. Im Jahr 1898 diente er als Einjährig-Freiwilliger im k. u. k. Infanterie-Regiment Nr. 43 und wurde Reserve-Offizier. Danach arbeitete er als Journalist in Wien und begann seine schriftstellerische Tätigkeit mit dem erfolgreichen Lustspiel Die Erziehung zum Don Juan.
Von Wien siedelte Klein nach Berlin über und arbeitete dort für den Berliner Lokalanzeiger. Unter Pseudonym verfasste er in seiner Berliner Zeit den Skandal von Graz und weitere pornografische Romane für den Verleger Willy Schindler; größeren kommerziellen Erfolg als die schnell beschlagnahmten Schindler-Privatdrucke hatten seine (ebenfalls unter Pseudonym verfassten) „Sensationsdramen“ wie Der seltsame Fall (nach Stevensons Dr. Jekyll und Mr. Hyde), welches allein in Berlin über 350-mal aufgeführt wurde, und Der Selbstmörderklub. In der jüngeren Forschung wird aufgrund einer historischen und stilometrischen Untersuchung davon ausgegangen, dass er der Autor des anonym erschienenen pornographischen Romans Josefine Mutzenbacher ist.
1908 war Klein als Korrespondent für den Berliner Lokalanzeiger und Moriz Benedikts Wiener Neue Freie Presse auf dem Balkan tätig und war dort Augenzeuge des Ausbruchs der jungtürkischen Revolution in Monastir. Im Sommer 1911 verfolgte er im Auftrag des Berliner Lokalanzeigers im Olymp die Bemühungen um die Befreiung des von Kleften entführten Jenaer Ingenieurs Edwart Richter. Im selben Jahr berichtete er vom Aufstand der Albaner im Kosovo. 1912 kehrte er als Leitartikler der NFP nach Wien zurück. Bei Ausbruch des ersten Balkankriegs im Oktober 1912 ging er als Korrespondent nach Sofia. Zu Beginn des Ersten Weltkriegs 1914 berichtete Klein aus dem österreichisch-ungarischen Hauptquartier; später meldete er sich zur Front. Gegen Ende des Krieges war er als Leiter der österreichisch-ungarischen Propaganda in der Schweiz eingesetzt.
Nach der Kapitulation der Mittelmächte im November 1918 ging Klein wieder nach Berlin. Dort arbeitete er als Korrespondent der Basler Nachrichten und schrieb eine Vielzahl erfolgreicher Fortsetzungsromane für die Feuilletons Berliner Zeitungen. Ein Dutzend seiner Romane wurden in den 1920er Jahren auch verfilmt, darunter Titel wie Der Herr Generaldirektor, Die tolle Herzogin und Die Dame mit dem Tigerfell. Sein 1912 veröffentlichtes Drama Am Ende der Welt brachte es 1921 sogar zu einer amerikanischen Verfilmung (At the End of the World) unter der Regie des Malers Penrhyn Stanlaws.
Klein stand dem nationalsozialistischen Regime kritisch gegenüber. Der deutsche Gesandte in der Schweiz Ernst von Weizsäcker intervenierte 1934 beim Chef der Basler Nachrichten Albert Oeri, er solle Klein entlassen und durch einen „Arier“ ersetzen, was Oeri ablehnte. Klein wurde dann im August 1935 als erstes Opfer einer Kampagne von Goebbels’ Propagandaministerium gegen missliebige ausländische Journalisten aus Deutschland ausgewiesen. Er ging wieder nach Wien und emigrierte 1938 in die USA. Im Jahr 1940 veröffentlichte er Road to Disaster, ein Pamphlet gegen Hitlerdeutschland und das Preußentum.
Sein Roman Wenn Frauen kämpfen wurde vom Ministerium für Volksbildung der DDR auf die Liste der auszusondernden Literatur gesetzt.

## Werke
Stücke:
- 1905: Die Erziehung zum Don Juan. Farce in 3 Akten.
- 1907: Nicolai Oltean. Drama in vier Aufzügen.
- 1908: (als „Edward Morton und J. F. Gunniver“) Der seltsame Fall / Ein seltsamer Fall / Ein Doppelleben.
- 1909: (als „Edward Morton und J. F. Gunniver“) Der Selbstmörderklub. Sensationsdrama in 3 Aufzügen.
- 1910: (als „J. F. Gunniver“) Redder, der Mann mit dem Monokle. Eine exotische Komödie in 3 Akten.
- 1912: Wiener Fratz. Operette in einem Aufzug. Libretto mit M. A. Weikone. Musik von Richard Fall.
- 1912: Am Ende der Welt. Tragödie.
- 1913: Der Kiebitz. Lustspiel in 3 Aufzügen.
- Wir sind alle nur Menschen.
- Die Frau der unbegrenzten Möglichkeiten.
- Der ewige Streit.
- Das Luder.

Romane:
- An den Ufern der Drina. Roman aus der Zeit der Annexion. Goldschmidt, Berlin 1915.
- Die Schuld der Lavinia Morland. Roman nach dem gleichnamigen Film[9] und dem Schauspiel Sidney Garrick’s „Geständnis“. Scherl, Berlin 1921.
- Der gestohlene Professor. Eine romantische Geschichte aus den griechischen Bergen. Eysler, Berlin 1923.
- Das Gold im Meer. Eysler, Berlin 1923.
- Der Mann ohne Herz. Die Geschichte eines Mädchens und eines Steines. Eysler, Berlin 1923.
- Der König ohne Land. Eysler, Berlin 1924.
- Brautraub. Eine verwickelte Gaunergeschichte vom Balkan. Eysler, Berlin 1924.
- Der Herr Generaldirektor. Eysler, Berlin 1925.
- Derby. Keil, Leipzig 1926.
- Die tolle Herzogin. Eysler, Berlin 1926 (1926 verfilmt).
- Kämpfer. Hackebeil, Berlin 1927.
- Der Mann, der seinen Mörder sucht. Knaur, Berlin 1927 (= Knaur-Bücher, Bd. 12).
- Madame Circe. Hackebeil, Berlin 1928 (= Hackebeil-Bücher, Bd. 3).
- Der Kampf um Lady Evelyn. Verlag Haus für Volksliteratur und Kunst, Berlin 1928 (= Universal-Kriminal-Romane, Bd. 5).
- Nuttchen. P. Langenscheidt, Berlin 1928 (später als: Eva in Seide. P. Langenscheidt, Berlin 1929).
- Prinzessin auf Urlaub. Scherl, Berlin 1928 (= Scherls Zwei-Mark-Romane, Bd. 7).
- Sabine. Ein modernes Frauenschicksal. Selle-Eysler, Berlin 1928.
- Die Dame mit dem Tigerfell. Scherl, Berlin 1929 (= Scherls Zwei-Mark-Romane).
- Überfall im Tiergarten. Glöckner-Verlag, Berlin/Wien 1929 (= Glöckner-Bücher, Bd. 1).
- Der Fluch des Alten / Mann gegen Mann. Glöckner-Verlag, Berlin/Wien 1929 (= Glöckner-Bücher, Bd. 30; enthält außerdem Fünf Grotesken von Tibor Yost).
- Waldbrand. Scherl, Berlin 1929.
- Wenn Frauen kämpfen. Maschler, Berlin 1929 (= Maschlers Erdkreisbücher, Bd. 23).
- Es gibt eine Macht. Selle-Eysler, Berlin 1930 (= Deutsche-Illustrierte-Roman-Bibliothek, Bd. 1).
- Liebe. Selle-Eysler, Berlin 1930 (= Deutsche-Illustrierte-Roman-Bibliothek, Bd. 3).
- Eine Frau allein in der Welt. Selle-Eysler, Berlin 1931 (= Deutsche-Illustrierte-Roman-Bibliothek, Bd. 7).
- Überfall auf Monte Carlo. Abenteuerroman. Moewig & Höffner, Dresden/Leipzig 1931.[10]
- Zweiter Hoppegarten. Selle-Eysler, Berlin 1932 (= Deutsche-Illustrierte-Roman-Bibliothek, Bd. 15).
- Schüsse im „Savoy“. Neufeld & Henius, Berlin 1932 (= Lutz Kriminalromane, Bd. 27).
- Flucht vor dem Schatten. Neufeld & Henius, Berlin 1933 (= Lutz Kriminalromane, Bd. 34).
- Wenn eine schöne Frau will … Eine Abenteurergeschichte aus unseren Tagen. Schlesische Verlagsanstalt, Berlin & J. Müller & Co., Wien/Leipzig 1933.
- (als Robert Panderott) Schicksal zwischen 10 und 6. Roman aus dem Berliner Theaterleben. Berlin 1934.

Essays:
- Orient und Okzident: Was hat die Kultur der Arier den Semiten zu verdanken? Bratislava 1935 (Sonderabdruck aus Allgemeine Jüdische Zeitung).
- Road to disaster. Translated by Denis Weaver. G. Allen & Unwin, London 1940.

Pornografische Romane als Fedor Essée etc.:
- (als „Fedor Essai“) Sadistische Novellen. o. O., um 1902.
- (als „Fedor Essée“) Schlimme Mädchen. o. O., um 1906.
- (als „L. Robinson“) Salon d’Albert. Flagellantische Mysterien eines Wiener Hauses. o. O., um 1907.
- (als „Fedor Essée“) Ruten-Reigen. Familienszenen nach berühmtem Vorbild.[12] o. O., um 1909.
- (als „Fedor Essée“) Geschichten von der Birkenrute. Verlag flagellantischer Bücher, o. O., um 1910.
- (als „Fedor Essée“) Peitschen- und Liebesorgien. o. O., um 1920.
- (als „Fedor Essée“) Kinderheilanstalt. Erotisch-flagellantische Novelle aus dem modernen Berlin. Einem Freunde nacherzählt. o. O., um 1920.
- (als „F. Essée“) Schloß Minnebirk. o. O., 1921.

Pornografische Romane als Richard Werther etc.:
- (unsicher, anonym) Josefine Mutzenbacher oder Die Geschichte einer Wienerischen Dirne von ihr selbst erzählt. [Erstausgabe.] Privatdruck [Wien], 1906.
- (anonym) Der Skandal von Graz oder Der nackte Ball. Enthüllungen aus den Geheimnissen einer österreichischen Provinzhauptstadt. Graz 1907 (später auch als Das Tanzkränzchen im Evakostüm, Der Skandal in Graz und in umgearbeiteter Fassung als Der skandalöse Ball).
- (als „James Grunert“[13]) James Grunert. Ein Roman aus Berlin W. Mit 6 Bildern von Emil Sartori. Schindler, Berlin 1908.[14]
- (als „Richard Werther“) Durchtollte Nächte, durchjubelte Tage. Der Roman einer Berliner Lebedame. Schindler, Berlin 1908 (später auch als Lore. Das Liebesleben einer kleinen Berlinerin und Liebesnächte. Geständnisse einer Berliner „Fanny Hill“).
- (als „W. v. St.“) Aus den Erinnerungen eines Detektivs. Erotische Abenteuer eines Kriminal-Kommissars. 2 Bände. Schindler, Berlin 1908 (später auch als Der lüsterne Detektiv).
- (als „F. S.“) Die Beichte eines Sünders. Memoiren eines Erotomanen. Schindler, Berlin 1908.
- (als „Richard Werther“) Das Freudenmädchen. Tagebuch einer Bordelldirne. Schindler, Berlin 1909.
- (anonym) Bekenntnisse eines Schriftstellers. Schindler, Berlin 1909.
- (als „Richard Werther“) Aus den Memoiren eines Arztes. Schindler, Berlin um 1909 (später auch als Denkwürdigkeiten aus den hinterlassenen Papieren eines Arztes, Aus dem Tagebuch eines Arztes und Erlebnisse eines Frauenarztes unter dem Pseudonym „Phesoy Reyewsch“[15]).
- (als „X. Y. Z.“[16]) Comtesse Marga. Ein erotischer Roman aus der Wiener Gesellschaft. Schindler, Berlin 1909.

Übersetzungen klassischer Pornografie:
- (als „Richard Werther“) Die Liebessektierer. Nach den Akten einer privaten französischen Gesellschaft von ***. Angeblich aus dem Französischen übersetzt. Band 1: Die Familie der Liebe. Band 2: Die Werberinnen. Schindler, Berlin 1908 (= Dokumente zur Sittengeschichte der Menschheit, Bd. 14).
- (als „Richard Werther“) Flossie, die fünfzehnjährige Venus. Von Einem, der die entzückende Göttin gekannt und an ihrem Altar geopfert hat. Übersetzung von Flossie, a Venus of Fifteen. By One Who Knew This Charming Godess and Worshipped at Her Shrine[17]. Schindler, Berlin 1908 (= Dokumente zur Sittengeschichte der Menschheit, Bd. 15).
- (als „Richard Werther“) „E. D.“: Das Glashaus. Sittenschilderungen aus der Zeit des 2. Kaiserreichs. Übersetzung von La maison de verre. Schindler, Berlin 1908.
- (als „Tom Swift“) „Maurice Guy Vicomte de Varause“: Die lüsternen Schwestern. Übersetzung von Les nonnes lubriques. Fritz Freund, Wien 1910.